# 北山監守
北山監守是琉球國在沖繩本島設置的官職。1416年，尚巴志王攻滅北山國後，因北山地區地勢險要且民風慓悍，任命次子尚忠為北山監守，駐紮於今歸仁城，以監視並統治北山居民。第二尚氏王朝時期，尚真王任命第三子尚韶威為北山監守。此後這一職位由向氏具志川家（尚韶威的後代）世襲當任。直到1665年，北山監守向從憲被召至首里城居住，這一職位才被廢除。但具志川家依然領有今歸仁間切總地頭。

## 北山監守列表

### 第一尚氏王朝時期
- 尚忠 1416年－1439年
- 不詳[1] 1440年－1469年

### 第二尚氏王朝時期
| 名字                     | 號   | 童名     | 就職年   | 去職年   | 備注         |
| ------------------------ | ---- | -------- | -------- | -------- | ------------ |
| 尚韶威（今歸仁王子朝典） | 宗仁 | 真武體金 | 弘治年間 | 嘉靖年間 | 尚真王第三子 |
| 向介昭（今歸仁按司朝殊） | 宗義 | 思二郎金 | 嘉靖年間 | 隆慶年間 | 尚韶威長子   |
| 向和賢（今歸仁按司朝敦） | 宗眞 | 眞武體   | 隆慶年間 | 1591年   | 向介昭長子   |
| 向克順（今歸仁按司朝效） | 宗心 | 真滿刈   | 1591年   | 1596年   | 向和賢長子   |
| 向克祉（今歸仁按司朝容） | 宗清 | 眞市金   | 1596年   | 1609年   | 向和賢次子   |
| 向繩祖（今歸仁按司朝經） | 瑞峯 | 鶴松金   | 1609年   | 1654年   | 向克祉長子   |
| 向從憲（今歸仁按司朝幸） | 北源 | 思五良   | 1654年   | 1665年   | 向繩祖長子   |

## 註腳
1. ↑  因資料缺乏，這段時期任北山監守的官員不詳。《補遺傳說沖繩歷史》稱，尚忠王之弟具志頭王子繼尚忠王而任北山監守，去職年不詳。

## 外部連結
- 向姓家譜（具志川家）